# Dragon Ball Z: Gohan e Trunks - Guerreiros do Futuro
Dragon Ball Z: Gohan e Trunks - Guerreiros do Futuro, conhecido no Japão como Defiance in the Face of Despair!! The Remaining Super-Warriors: Gohan and Trunks (ドラゴンボールZ 絶望への反抗!!残された超戦士・悟飯とトランクス, Doragon Bōru Zetto Zetsubō e no Hankō!! Nokosareta Chō-Senshi • Gohan to Torankusu) é um anime especial de TV baseado na série de mangá Dragon Ball, de Akira Toriyama. Originalmente exibido no Japão em 24 de fevereiro de 1993, entre os episódios 175 e 176, o especial é baseado em um capítulo extra da série de mangá. Ele retrata o futuro pós-apocalíptico original em que Goku morreu de um vírus do coração cardíaco e um adolescente Trunks, sob a tutela do filho de Goku, Gohan, tenta derrotar os Androides 17 e 18 (nome nativo: 人造人間 (Jinzōningen, "Humanos Artificiais")), um par de humanos biologicamente aprimorados que foram originalmente programados para assassinar Goku e seus aliados e que agora continuam a aterrorizar a Terra e a raça humana.

## Recepção
O resenhista da Anime News Network, Chris Shepard, comentou: "É interessante [...] Gohan e Trunks são personagens compreensíveis pelos quais eu realmente consegui me envolver e simpatizar durante suas batalhas", mas também achou que "um bom entendimento dos acontecimentos anteriores do anime é recomendado". Ele também achou que as sequências de ação eram excepcionais e não eram tão exageradas. Ele expressou certa decepção na dublagem em inglês, pois o enredo parecia "completamente estranho" às legendas japonesas. Em sua nota final, ele observou que "a dublagem não contém a trilha sonora original [...] não é fiel à original", mas ficou satisfeito no geral.

John Sinnott, do DVDTalk, elogiou o especial de televisão, vendo-o como separado dos outros episódios de Dragon Ball. Ele acreditava que este fosse um atributo positivo. Em relação ao lançamento em Blu-ray do filme, ele ficou menos impressionado com a cor e a proporção, citando-os como não particularmente "empolgantes". No entanto, ele expressou alegria com a Funimation, deixando a trilha sonora original japonesa e a voz em inglês, descrevendo-as como "envolventes". Para os fãs de Dragon Ball, ele recomendou assistir o episódio, pois "funcionou muito melhor do que o filme comum, pois eles seguem a continuidade do DBZ e expandem a história enquanto preenchem detalhes". Como Shepard, a crítica do Sinnott aconselhou aqueles que não conhecem a franquia Dragon Ball a evitar o episódio, mas que os fãs irão gostar. Concluiu dizendo que sentiu que o filme era agradável, na melhor das hipóteses.